# Elezioni generali in Zambia del 2016
Le elezioni generali in Zambia del 2016 si sono tenute l'11 agosto per l'elezione del Presidente e il rinnovo dell'Assemblea nazionale.

## Risultati

### Elezioni presidenziali
| Edgar Lungu        | Fronte Patriottico                      | 1 860 877 | 50,35 |  |  |  |  |  |
| Hakainde Hichilema | Partito Unito per lo Sviluppo Nazionale | 1 760 347 | 47,63 |  |  |  |  |  |
| Edith Nawakwi      | Forum per la Democrazia e lo Sviluppo   | 24 149    | 0,65  |  |  |  |  |  |
| Andyford Banda     | Alleanza del Popolo per il Cambiamento  | 15 791    | 0,43  |  |  |  |  |  |
| Wynter Kabimba     | Partito Arcobaleno                      | 9 504     | 0,26  |  |  |  |  |  |
| Saviour Chishimba  | Popolo Progressista Unito               | 9 221     | 0,25  |  |  |  |  |  |
| Tilyenji Kaunda    | United National Independence Party      | 8 928     | 0,24  |  |  |  |  |  |
| Peter Sinkamba     | Partito Verde dello Zambia              | 4 515     | 0,12  |  |  |  |  |  |
| Maxwell Mwamba     | Assemblea Democratica                   | 2 378     | 0,06  |  |  |  |  |  |
| Totale             | Totale                                  | 3 695 710 | 100   |  |  |  |  |  |
|                    |                                         |           |       |  |  |  |  |  |
| Voti non validi    | Voti non validi                         | 85 795    | 2,27  |  |  |  |  |  |
| Votanti            | Votanti                                 | 3 781 505 |       |  |  |  |  |  |

### Elezioni parlamentari
| Liste                                      | Voti      | %     | Seggi |
| ------------------------------------------ | --------- | ----- | ----- |
| Fronte Patriottico                         | 1 537 946 | 42,01 | 80    |
| Partito Unito per lo Sviluppo Nazionale    | 1 525 049 | 41,66 | 58    |
| Movimento per la Democrazia Multipartitica | 99 356    | 2,71  | 3     |
| Forum per la Democrazia e lo Sviluppo      | 79 489    | 2,17  | 1     |
| Partito Arcobaleno                         | 34 906    | 0,95  | –     |
| National Restoration Party                 | 10 887    | 0,30  | –     |
| Alleanza per la Democrazia e lo Sviluppo   | 8 269     | 0,23  | –     |
| Fronte Democratico Unito                   | 7 643     | 0,21  | –     |
| United National Independence Party         | 7 253     | 0,20  | –     |
| Altri <0,1%                                | 3 032     | 0,08  | –     |
| Indipendenti                               | 347 005   | 9,48  | 14    |
| Totale                                     | 3 660 835 | 100   | 150   |